# Cianotrichite
La cianotrichite è un minerale appartenente al gruppo della cianotrichite, un solfato basico idrato di rame e alluminio.
Il nome deriva dal greco κὔανος = blu e θρὶξ = capello, a causa della forma e del colore dei suoi aggregati.
Descritto per la prima volta da Ernst Friedrich Glocker (1793 - 1858), mineralogista e geologo stratigrafico tedesco, nel 1839.

## Abito cristallino
I cristalli sono aghiformi, aciculari.

## Origine e giacitura
L'origine è secondaria, nei giacimenti di rame e principalmente nelle loro zone di ossidazione, insieme ad altri minerali di ossidazione. Ha paragenesi con brochantite, malachite, azzurrite e limonite.

## Forma in cui si presenta in natura
Oltre che in singoli cristalli, si presenta in aggregati raggiati o in ciuffi irti.

## Caratteri fisico-chimici
La cianotrichite si scioglie con difficoltà in acido solforico e cloridrico, inoltre fonde crepitando alla fiamma.

## Località di ritrovamento
- In Europa: Cap Garonne nel Var (Francia)[2], a Laurion, in Grecia; a Moldova Nouă, in Romania;
  - In Italia: a Rio nell'Elba (Toscana) e Traversella (provincia di Torino);[2]
- Resto del mondo: Clifton-Morency, in Arizona; a Majuba Hill, nel Nevada (negli USA) e nel Kazakistan.[2]